# Nicolau Copèrnic
  Nicolau Copèrnic    (Toruń, 19 de febrer de 1473 - Frombork, 24 de maig de 1543) fou un astrònom polonès, també conegut com a Niklas Koppernigk (en alemany) o Nicolaus Copernicus (en llatí). Va ser el primer astrònom a formular una àmplia cosmologia heliocèntrica que va desplaçar la Terra com a centre de l'Univers. El seu llibre de referència, De Revolutionibus Orbium Coelestium (Sobre les revolucions de les esferes celestes), on expressa el seu deute amb les obres d'Azarquiel i Al-Battani, publicat el 1543, just abans de la seva mort, és sovint considerat com el punt de partida de la moderna astronomia i l'epifania que va començar la revolució científica. El seu model heliocèntric, amb el Sol al centre de l'Univers, ha demostrat que els moviments observats dels objectes celestes poden explicar-se sense suposar que la Terra és en repòs en el centre de l'Univers. La seva feina va estimular noves investigacions científiques i es convertí en una icona de la història de la ciència, que sovint es coneix com la Revolució copernicana o Revolució de Copèrnic.
Copèrnic és considerat el fundador de l'astronomia moderna, per tal com establí les bases que permetrien a Galileu i Isaac Newton de culminar la revolució astronòmica —en passar d'un Univers geocèntric a un cosmos heliocèntric— i de capgirar de manera irreversible la visió del cosmos prevalent fins aleshores.
Fou un dels grans polifacètics del Renaixement: va ser matemàtic, astrònom, metge, poliglot multilingüe, estudiós dels clàssics, traductor i artista. També era clergue catòlic, jurista, governador, cap militar, diplomàtic i economista. Entre les seves moltes responsabilitats, l'astronomia figurava com poc més que un passatemps. Amb tot i això, va ser en aquest camp aquell en què va marcar una fita per a la humanitat.

## Vida

### Família

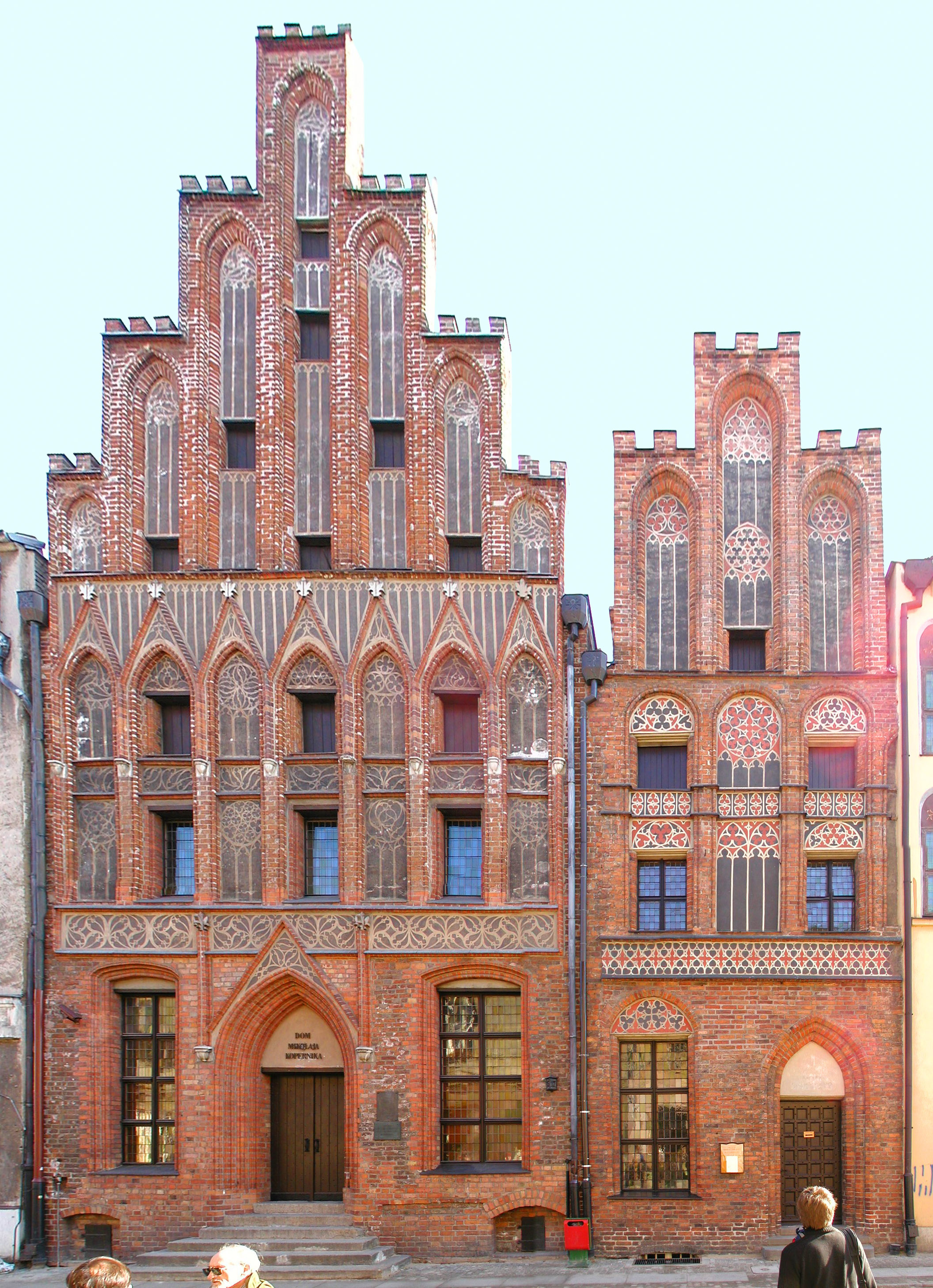
Casa natal de Copèrnic a Toruń, Polònia

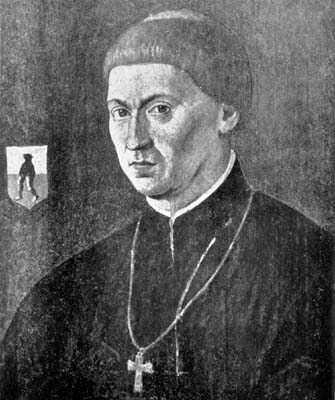
L'oncle de Copèrnic, Lucas Watzenrode

Nicolau Copèrnic va néixer el 19 de febrer de 1473 en una casa del carrer de Santa Anna (avui carrer de Copèrnic) a la ciutat de Toruń. Aquesta ciutat, situada a la riba del Vístula, des de la Segona Pau de Thorn (1466) era part de la Prússia Reial, una regió del Regne de Polònia.
Li posaren Nicolau, el mateix nom de son pare, qui cap al 1458 s'havia traslladat a Toruń des de Cracòvia, llavors la capital de Polònia, a la Petita Polònia. El pare era un ric comerciant de coure que es convertiria en un respectat ciutadà de Toruń. La mare de Nicolau, Barbara Watzenrode, havia nascut en una família de comerciants rics, que va ser part de la classe patrícia de la ciutat.
El pare de Nicolau va morir entre 1483 i 1485. Posteriorment, son oncle matern, Lluc Watzenrode (1447-1512), un canonge que més tard es convertiria en príncep-bisbe de Warmia, va prendre al jove Nicolau sota la seva protecció i s'encarregà de la seva educació i del seu futur professional.
Nicolau era el més petit de quatre germans. Son germà Andreu arribà a ser canonge agustí a Frombork (aleshores anomenada Frauenburg). Sa germana Bàrbara (que duia el mateix nom que sa mare) es va fer monja benedictina. I sa germana Katharina es va casar amb Barthel Gertner, un empresari i regidor de la ciutat.
Copèrnic mai no es va casar ni va tenir fills.

### Nom

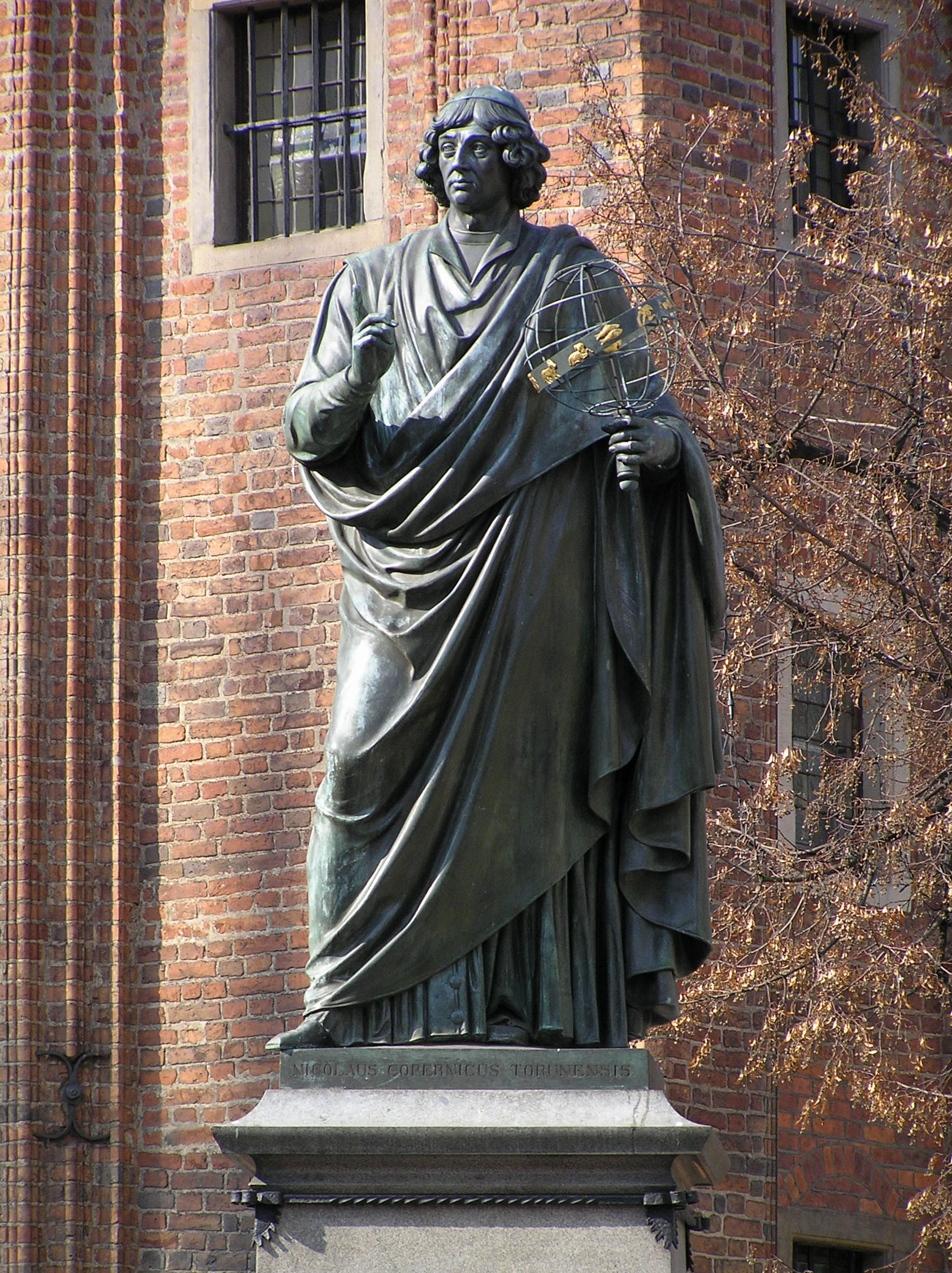
Monument a Toruń de Friedrich Tieck

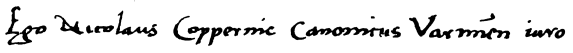
Signatura de Nicolaus Coppernicus a l'elecció del bisbe Maurici Ferber

Hi ha documentades nombroses variants del nom de l'astrònom i els seus familiars.
Durant la infància, el nom del seu pare es va registrar a Toruń com Niclas Koppernigk. A Bolonya, el 1496, va ser registrat com "Nicolaus Kopperlingk de Thorn" i com nascut alemany.
Maximilian Curtze, en el prefaci de la traducció a l'alemany (1879) del De revolutionibus, arriba a la conclusió que el nom de família s'havia de lletrejar Koppernigk. L'astrònom l'havia llatinitzat en Coppernicus, com es pot apreciar en 23 dels 31 documents estudiats i en la signatura, especialment als documents oficials.
Al final de la vida, el nom apareix reduït a una lletra pe, i a la portada del De Revolutionibus, Rheticus havia publicat el nom com Nicolai Copernici.
La forma polonesa del seu nom és Mikołaj Kopernik. El cognom significa "courer, qui treballa el coure", fent referència a l'ofici de son pare.

### Educació

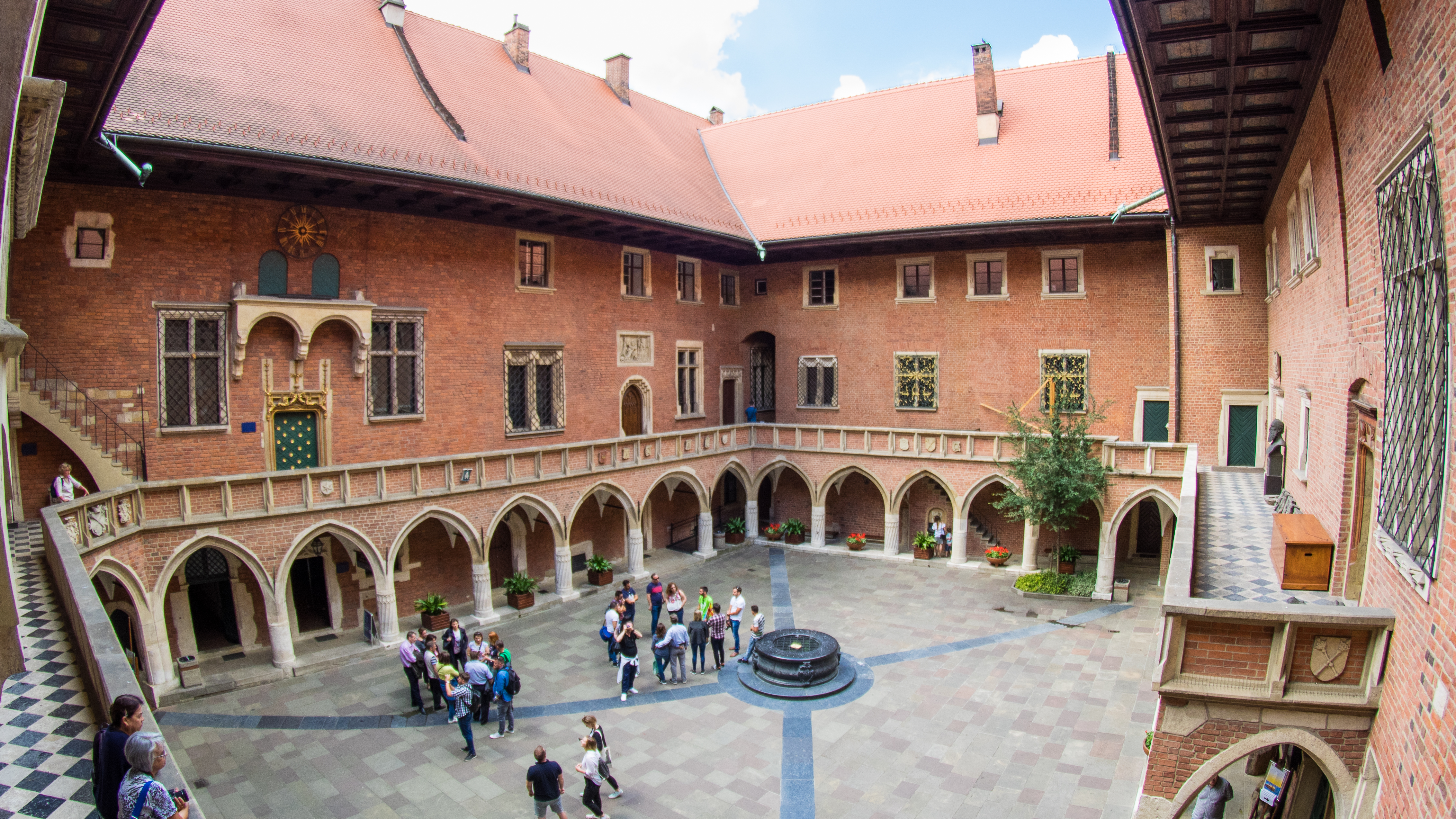
Universitat Jagellònica sCollegium Maius, Cracòvia, Polònia

Entre 1491 i 1494, Copèrnic va ingressar a l'Acadèmia de Cracòvia (actualment, Universitat de Cracòvia). En aquesta època, Polònia travessava una veritable edat d'or cultural i la Universitat de Cracòvia gaudia d'un gran prestigi en matemàtiques i en astronomia. A través del professor Albert Brudzewski, probablement fou aquí on va entrar en contacte per primera vegada amb l'astronomia, que aviat el va fascinar. Va començar a reunir una gran biblioteca sobre el tema, 
que més endavant seria espoliada com a botí de guerra pels suecs durant el Deluge i, per això, ara es troba a Uppsala, a la biblioteca de la Universitat.
Després de quatre anys a Cracòvia, seguit d'una breu estada a casa, a Toruń, Copèrnic va anar a estudiar dret, medicina, grec i filosofia a la Universitat de Bolonya (1496-1499) i a la de Pàdua.
L'oncle de Copèrnic, Lluc Watzenrode, li va finançar l'educació. Copèrnic, però, mentre estudiava dret canònic i dret civil a Bolonya, es va reunir amb el famós astrònom, Domenico Maria Novara. Novara és un dels primers científics que posa en qüestió el sistema geocèntric de Claudi Ptolemeu. L'interès de Copèrnic per la geografia i l'astronomia fou estimulat pel seu professor. Tots dos observaren diversos eclipsis de lluna i nombroses ocultacions, entre les quals destaca la de l'estel Aldebaran el 9 de març de 1497 a la mateixa Bolonya.
Copèrnic va publicar les seves primeres observacions astronòmiques fetes amb Novara el 1497, en ''De revolutionibus.

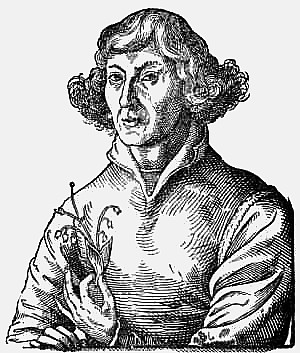
Copèrnic amb plantes medicinals

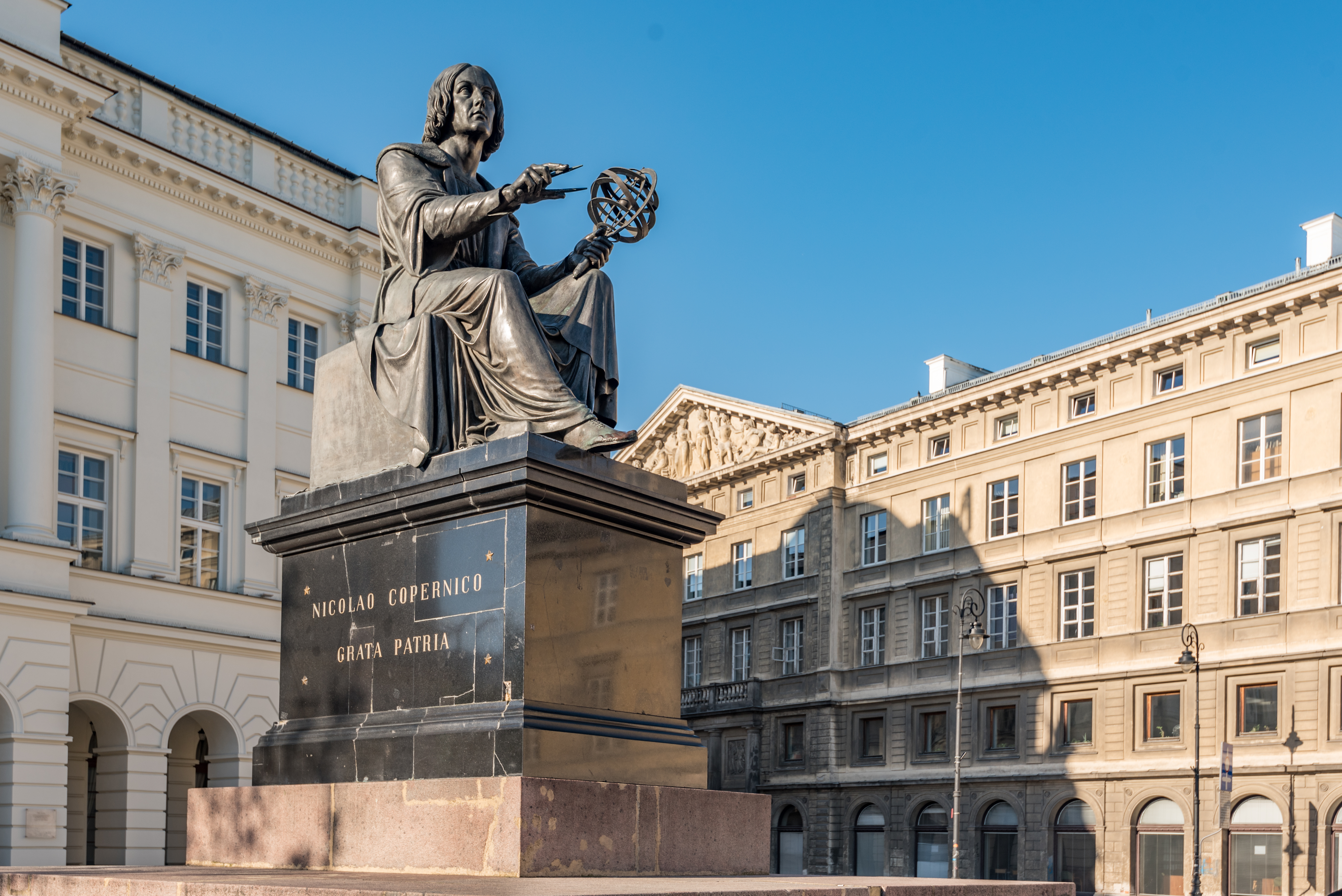
Copèrnic amb el compàs i l'esfera armil·lar, davant de l'Acadèmia Polonesa de Ciències, Varsòvia, obra de Bertel Thorvaldsen. Inscripció en llatí en pedestal: "A Nicolaus Copernicus [d'] una nació agraïda".

El 1497, Watzenrode va ser ordenat bisbe de Warmia i Copèrnic va ser nomenat canonge de la catedral de Frauenburg (avui Frombork). No obstant això, Copèrnic va romandre a Itàlia, on va assistir al jubileu de 1500. També va anar a Roma, on va observar un eclipsi lunar i va impartir conferències d'astronomia i matemàtiques.
El 1501 tornà a la seva pàtria i prengué possessió d'una canongia de la catedral de Frauenburg, avui Frombork, càrrec obtingut gràcies a l'ajut de son oncle Lucas Watzelrode. Malgrat aquest càrrec i les seues múltiples obligacions administratives, que anaven des de la reforma de la moneda fins a contenir i refrenar l'orde Teutònic, decideix acabar els estudis de medicina. Amb aquesta finalitat tornà a Pàdua (1501-1506) per estudiar dret i medicina; feu, però, una breu estada a Ferrara (1503), on obtingué el grau de doctor en dret canònic.
Després tornà a Polònia i construí un observatori a Frombork, on feia recerques d'astronomia. Durant set anys va escriure Hypothesibus Motuum Coelistium a se Contitutis Commentariolus (abreujat com Commentariolus), curt tractat d'astronomia, que acabà cap al 1515 i que no fou publicat fins al segle xix. És en aquesta obra on anunciava els seus principis de l'astronomia heliocèntrica, que revolucionaren la comunitat científica del seu temps.
Reinstal·lat definitivament al seu país (1512), atengué l'administració de la diòcesi d'Ermland, exercí la medicina, ocupà certs càrrecs administratius i dugué a terme el seu immens i cabdal treball en el camp de l'astronomia.
La seva obra mestra, De Revolutionibus Orbium Coelestium, fou escrita al llarg d'uns vint-i-cinc anys de feina (1507-1532) i fou publicada pòstumament el 1543 per Andreas Osiander. Tanmateix, moltes de les idees bàsiques i les observacions que conté circularen per mitjà de l'opuscle Commentariolus (no editat fins al 1878) i que, malgrat la seva brevetat, és d'una gran precisió i claredat. De Revolutionibus és una obra magistral de la qual va sorgir el pensament científic modern i la imatge de l'Univers més acceptada fins al principi del segle xx. Fou publicada el 24 de maig de 1543, poc abans de la seva mort, per un impressor de Nuremberg.
Aquest llibre presenta un ampli apartat amb informacions sobre trigonometria que ja havien estat publicades separadament un any abans sota el títol de De lateribus et angulis triangulorum. El material trigonomètric és anàleg al del De triangulis de Johann Müller Regiomontano, publicat deu anys abans també a Nuremberg, però les idees trigonomètriques de Copèrnic pareixien datar d'abans del 1533, època en la qual probablement no coneixia les obres de Regiomontano. No obstant això, és molt possible que la forma final de la trigonometria de Copèrnic procedesca, en part almenys, de la de Regiomontano, ja que el 1539 Copèrnic va rebre com estudiant el jove matemàtic prussià Georg Joachim Rheticus (o Rhaeticus, 1514-1576), un matemàtic de Wittenberg que sens dubte havia estat en contacte amb la matemàtica que es feia a Nuremberg. Rheticus treballà amb Copèrnic durant uns tres anys i va ser ell qui publicà, amb l'aprovació del seu mestre, la primera exposició resumida de l'astronomia de Copèrnic en una obra titulada Narratio Prima (1540), i també qui va fer els primers preparatius, completats més tard per Andreas Osiander (1498-1552), per a la publicació impresa del famós De Revolutionibus. És probable, per tant, que la trigonometria que apareix a l'obra clàssica de Copèrnic estiga relacionada estretament, a través de Rheticus, amb la de Regiomontano.
Ens podem adonar del nivell de domini de la trigonometria per part de Copèrnic pels teoremes que apareixen en el De Revolutionibus i per una proposició que va incloure en una primera versió manuscrita del llibre, però que no aparegué en la versió impresa. Aquesta proposició eliminada és una generalització d'un teorema de Nasir Eddin (el qual sí que apareix al llibre) sobre el moviment rectilini resultant de combinar dos moviments circulars.
El teorema de Copèrnic és el següent: Si un cercle menor roda sense lliscament per l'interior de la circumferència d'un cercle major el diàmetre del qual és el doble que el del primer, aleshores la trajectòria d'un punt fix del cercle menor, que no estiga situat sobre la seua circumferència, és una el·lipse.
Incidentalment, Gerolamo Cardano coneixia el teorema de Nasir Eddin, però no la generalització de Copèrnic. Aquest teorema va ser redescobert durant el segle xvii.

## Teoria heliocèntrica copernicana

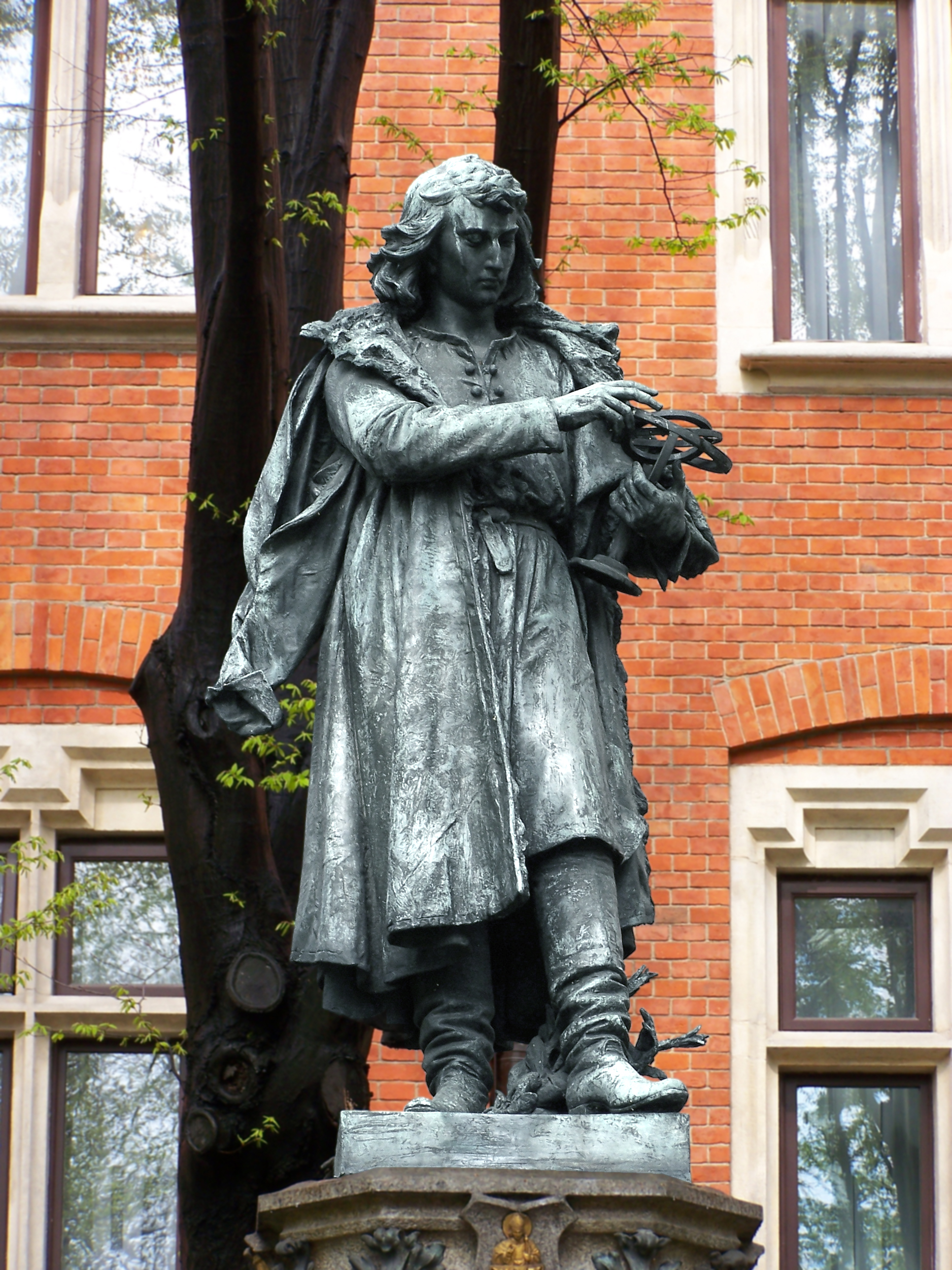
Estàtua de Copèrnic davant del Collegium Novum de la Universitat de Cracòvia, obra de Godebski

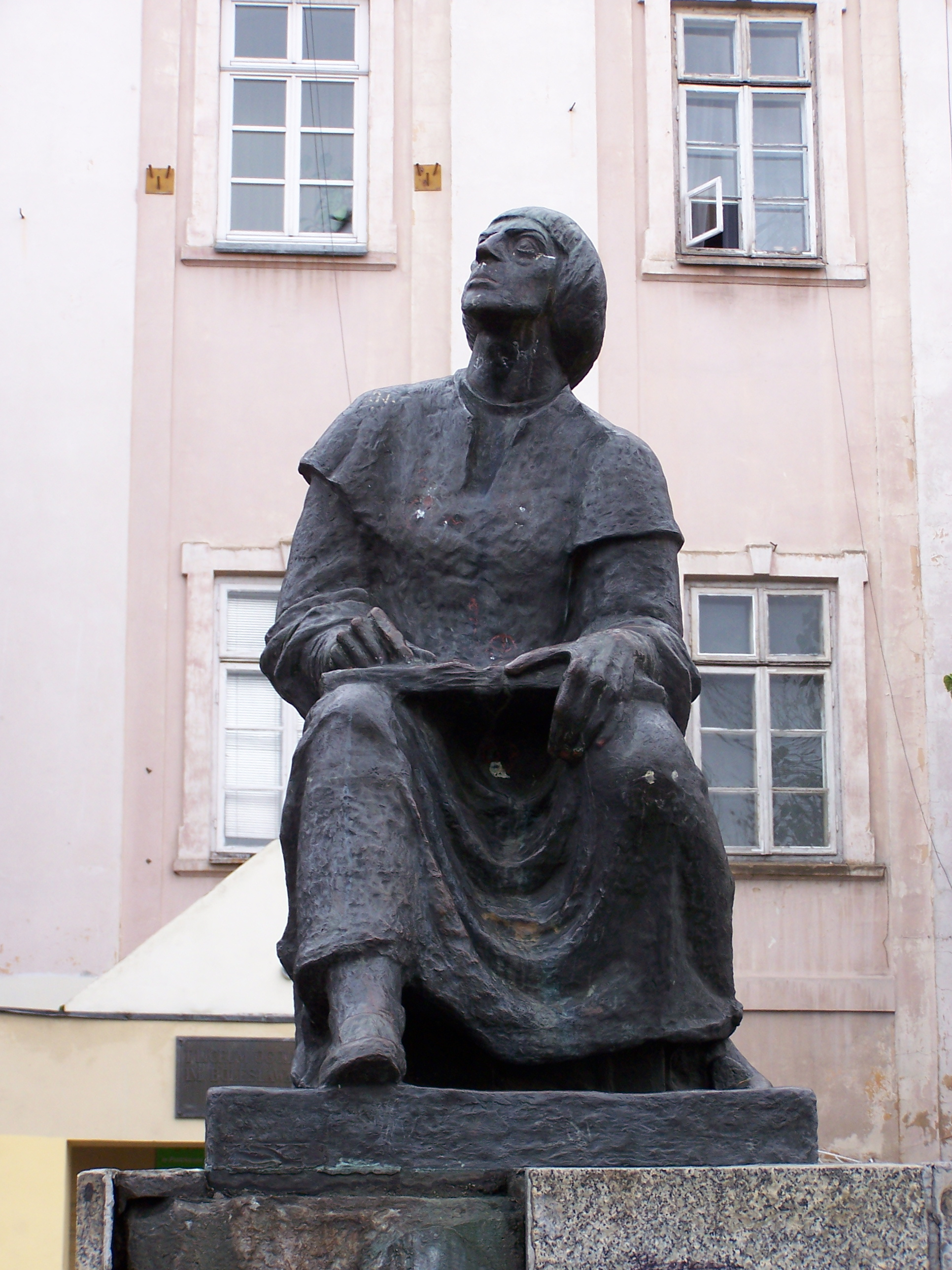
Copèrnic, Piotrków Trybunalski

El sistema de Copèrnic descansa sobre l'observació que la Terra volta sobre el seu eix al llarg del dia, la qual cosa explica el moviment diürn de l'esfera celeste. Postula, igualment, que la Terra fa una volta al Sol (heliocentrisme) cada any. Afirma també que els altres planetes també volten entorn del Sol. Copèrnic avança igualment que la Terra oscil·la sobre el seu eix de rotació, la qual cosa explicaria la formació del dia i la nit.
La teoria de Copèrnic contradiu la cosmologia i la física de Ptolemeu, així com la filosofia d'Aristòtil. Així mateix, vulnera els ensenyaments continguts a les Escriptures sobre la immobilitat de la Terra i el moviment del Sol. Copèrnic conserva, de totes maneres, alguns elements de l'antic sistema, com és la idea de les esferes sòlides o l'esfera dels fixos.
El nou sistema proposat per Copèrnic té certs avantatges sobre el del seu predecessor. Explica, entre d'altres, el moviment diari del Sol i dels estels per mitjà de la rotació terrestre. També explica el moviment del Sol durant l'any. Igualment explica el moviment retrògrad dels planetes exteriors coneguts aleshores: Mart, Júpiter i Saturn. La seva teoria pren en compte també els planetes interiors: Venus i Mercuri. Copèrnic avança també una teoria sobre l'ordre dels planetes, les seves distàncies, i, per consegüent, llur període orbital. Copèrnic contradiu Ptolemeu, quan diu que com més llarga és l'òrbita d'un planeta, més gran és el temps que caldrà perquè faça una revolució completa al Sol.

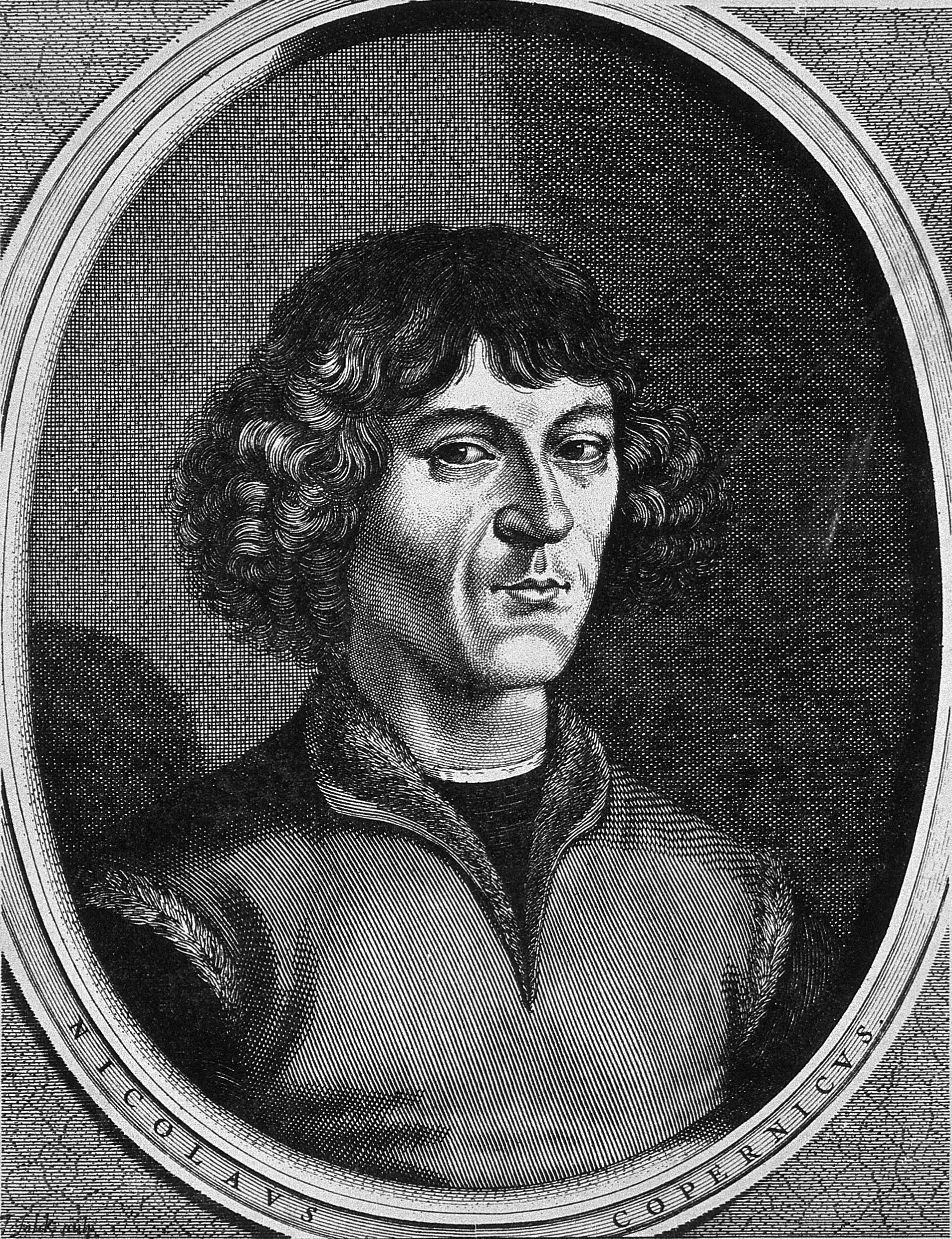
Nicolau Copèrnic

Copèrnic havia estudiat els escrits dels filòsofs grecs cercant-hi referències al problema del moviment terrestre, especialment els pitagòrics i Aristarc de Samos, el qual establí per primera vegada la teoria heliostàtica.
Les hipòtesis fonamentals de la Teoria Copernicana són:
1. El món (l'Univers) és esfèric.
2. La Terra també és esfèrica.
3. El moviment dels cossos celestes és regular, circular i perpetu o compost per moviments circulars. Distingeix diversos tipus de moviments:
  1. Moviment diürn: causat per la rotació de la Terra en 24 hores i no pas de tot l'Univers.
  2. Moviment anual del Sol: causat per la translació de la Terra al voltant del Sol en un any.
  3. Moviment mensual de la Lluna al voltant de la Terra.
  4. Moviment planetari: causat per la composició del moviment propi i el de la Terra. La retrogradació del moviment dels planetes no és més que aparent i no un moviment veritable, a causa del moviment de translació de la Terra al voltant del Sol.
4. El cel és immens comparat amb la magnitud de la Terra.
5. L'ordre de les òrbites celestes. Després de criticar l'ordre que l'astronomia ptolemaica assignava als planetes, dona l'ordre correcte d'acord amb l'allunyament del Sol.

És indubtable que 2.000 anys de teoria geocèntrica no van acabar només pel sorgiment aïllat de les teories de Copèrnic: val a dir que hi confluí una necessitat social fruit dels nous aires del Renaixement i del neoplatonisme que es respiraven a l'època.

## La revolució copernicana
El que es coneix com a revolució copernicana és la seva formulació de la teoria heliocèntrica, segons la qual, la Terra i els altres planetes (excepte la Lluna, considerada un planeta, en aquella època) giren al voltant del Sol.
Cal centrar el valor real de la seva obra en el fet de reimposar teories rebutjades pel sentit comú i de donar-los una estructuració coherent i científica.
La ruptura bàsica que representava per a la ideologia religiosa medieval la substitució d'un cosmos clos i jerarquitzat, amb l'home com a centre, per un Univers homogeni i infinit, situat al voltant del Sol, feu que Copèrnic dubtés de publicar la seva obra per tal d'evitar problemes més que previsibles amb l'Església, i no fou fins al 1543 que aparegué la primera edició del De Revolutionibus Orbium Coelestium, com ja s'ha dit, feta a Nuremberg amb la supervisió del seu deixeble Georg Joachim Rheticus.
Sovint es diu que Copèrnic va invalidar el model de Claudi Ptolemeu. Tanmateix, vet aquí el que escriu el físic Stephen Hawking al respecte:
| « | aquesta conclusió és falsa. […] Hom pot utilitzar qualsevol de les dues descripcions [la de Ptolemeu o la de Copèrnic] com a model de l'Univers. Amb independència de les nostres suposicions sobre quin és el cos, la Terra o el Sol; que està en repòs, ambdues teories expliquen les observacions celestes. Malgrat la seva importància en els debats filosòfics sobre la natura de l'Univers, l'únic avantatge del sistema copernià resideix que les equacions són molt més senzilles si elegim com a sistema de referència aquell en què el Sol està en repòs. | » |